# Pomnik Stanisława Bechiego we Włocławku
Pomnik Stanisława Bechiego – pomnik poświęcony włoskiemu oficerowi Stanisławowi Bechiemu, uczestnikowi powstania styczniowego, rozstrzelanemu przez Rosjan we Włocławku 17 grudnia 1863.

## Historia

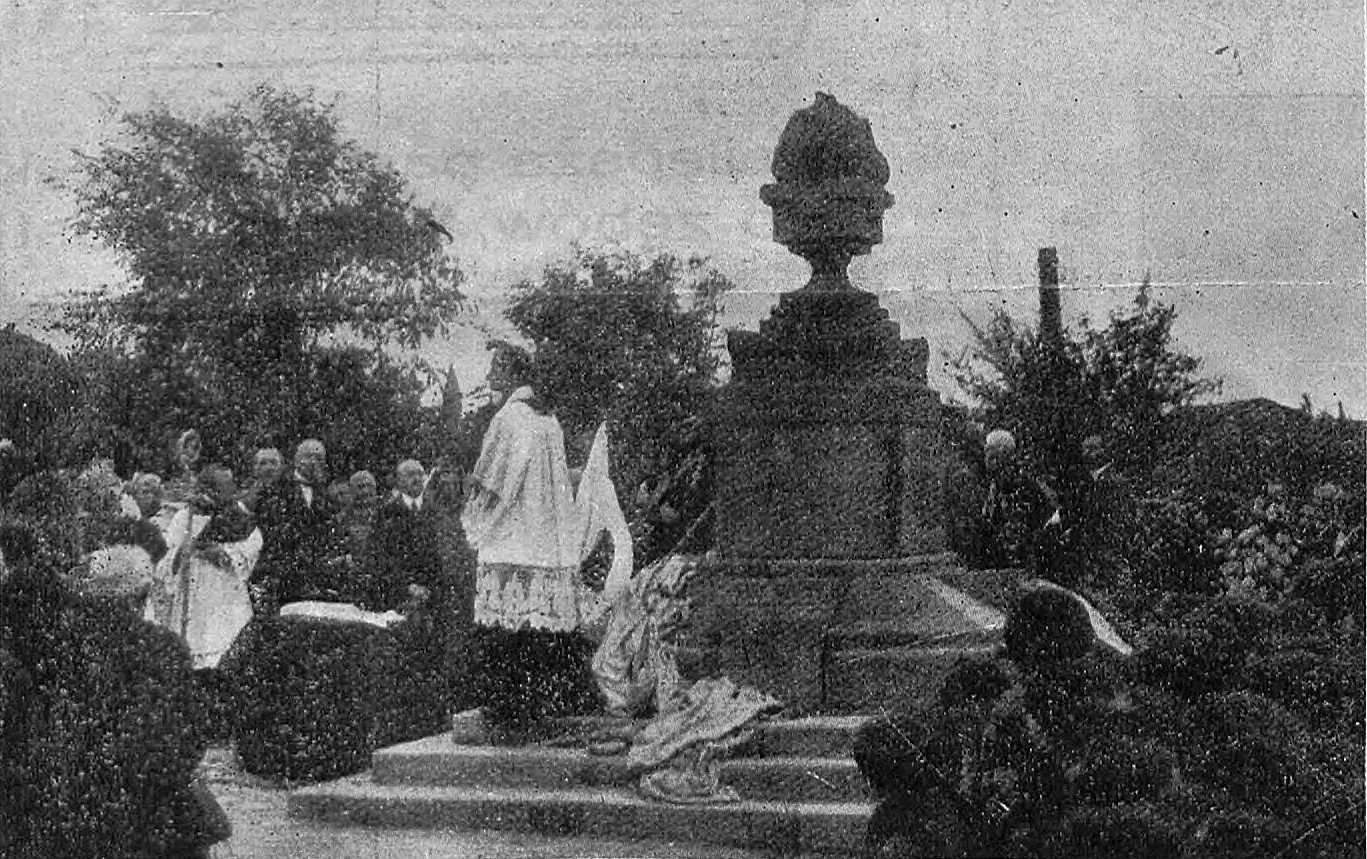
Poświęcenie pierwszego pomnika w 1924

Przewodniczącym koitetu budowy pomnika był dr Piasecki. Monument odsłonięto 28 września 1924 w obecności delegacji władz polskich i włoskich oraz przedstawicieli obu armii. Na pomniku znajdowała się rzeźba przedstawiająca scenę rozstrzelania Bechiego, będąca kopią dzieła Teofila Lenartowicza. Oryginał znajdował się we Florencji. Na pomniku znajdował się dwujęzyczny napis: "A Stanislao Bechi - Per La Gloriosa Angione a la gloriosa more - la Polonia Libera" (Stanisławowi Bechiemu - Za wielkie czyny i wielką śmierć - wolna Polska).

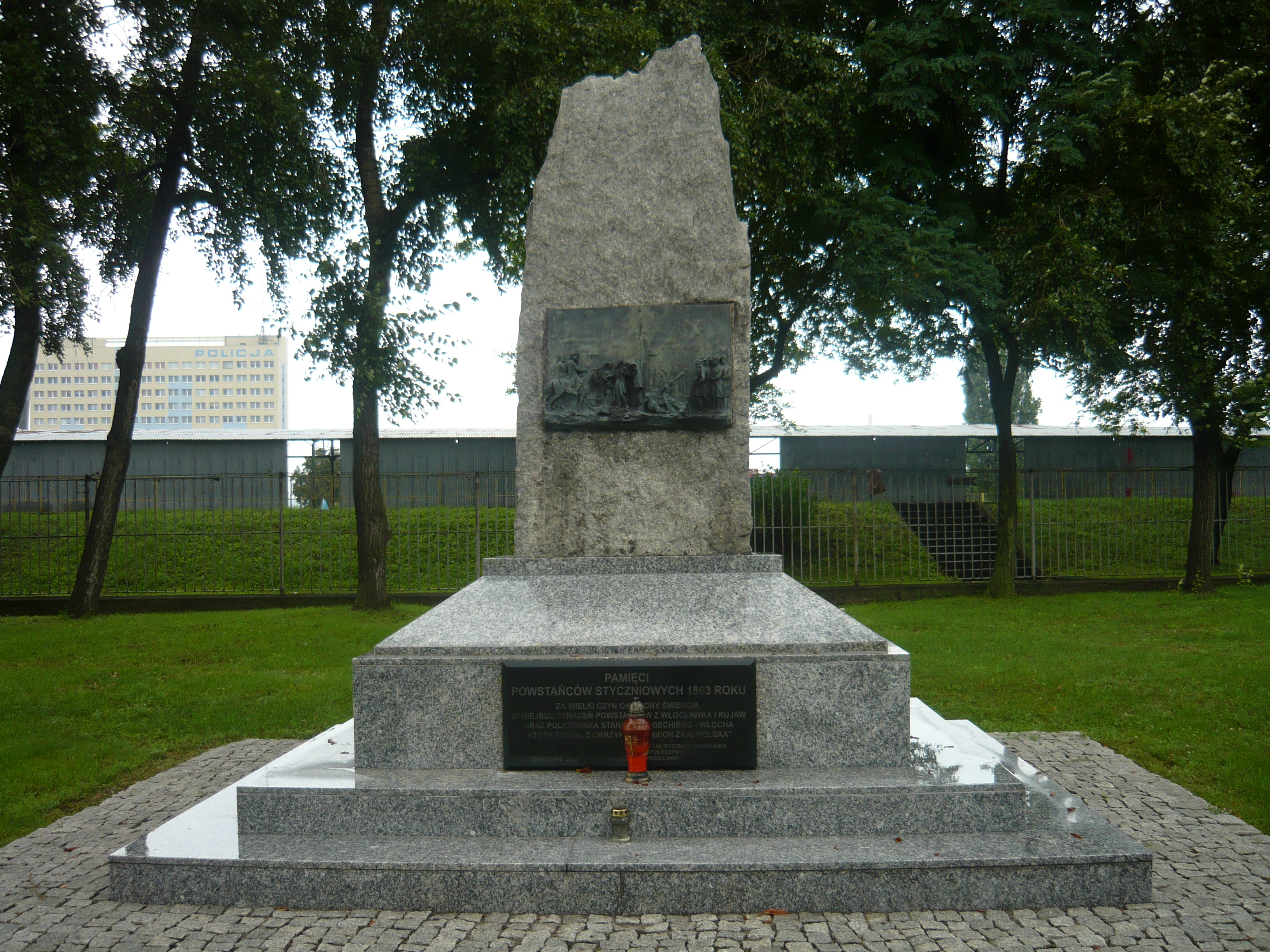
Pomnik w 2010

W 1940 pomnik został zburzony przez Niemców, ocalała jedynie płaskorzeźba, która ukryta w czasie okupacji, przechowywana była następnie w zbiorach muzeum historii Włocławka. W 1965 umieszczono ją na nowym pomniku poświęconymi Bechiemu, który stanął przed teatrem miejskim. Uroczyste odsłonięcie miało miejsce 21 lipca.
W 2003 pomnik został przeniesiony w pobliże miejsca, w którym rozstrzelano Stanisława Bechiego, na Plac Powstania Styczniowego. Odsłonięcie, trzecie już w dziejach pomnika, odbyło się 17 grudnia 2003. Na pomniku znalazła się tablica z napisem "Pamięci powstańców styczniowych 1863 roku za wielki czyn okupiony śmiercią w miejscu straceń powstańców z Włocławka u Kujaw oraz pułkownika Stanisława Bechiego  - Włocha który zginął z okrzykiem "Niech żyje Polska" w 140 rocznicę powstania - społeczeństwo Włocławka."